# Norpačulenol
Norpačulenol je triciklični terpenoid prisutan u komercijalnim ekstraktima pačulija u malim količinama. Smatra se da znatno doprinosi aromi pačulijevog ulja.